# Осиповичі (футбольний клуб)
Футбольний клуб «Осиповичі» (біл. Футбольны клуб «Асіповічы») — білоруський футбольний клуб з однойменного міста, заснований у 1994 році. Виступає у Другій лізі. Домашні матчі приймає на стадіоні «Юність», місткістю 2 500 глядачів.

## Історія
Клуб заснований у 1994 році як «КРЗ». Пізніше перейменований на «Свіслоч-Кровля».
У 1998 році дебютував у Першій лізі, а наступного сезону у Вищій лізі. У перший же сезон у найвищому дивізіоні посів останнє місце і вилетів до Першої, а за три роки — Другої ліги.

## Назви
- 1994—1995: КРЗ;
- 1996—2000: «Свіслоч-Кровля»;
- 2001: «Свіслоч»;
- з 2002: «Осиповичі».